# Lista de episódios de Green Lantern: The Animated Series
Green Lantern: The Animated Series é uma série de televisão de animação computadorizada, baseada no super-herói da DC Comics, Lanterna Verde. Green Lantern: The Animated Series vai ao ar no Cartoon Network. A série estreou em 11 de novembro de 2011, como uma "espreitadela" especial. O evento foi uma hora de duração. Uma estréia oficial da série foi ao ar em 3 de março de 2012, como parte do bloco DC Nation do Cartoon Network. A série tem 26 episódios longos, e é composta por dois arcos de histórias longas em 13 episódios.

## 1º temporada
- Episódio 01 - O Poder do Lanterna Verde (Parte 01)
- Episódio 02 - O Poder do Lanterna Verde (Parte 02)
- Episódio 03 - Lembranças
- Episódio 04 - No Abismo
- Episódio 05 - Sucessão
- Episódio 06 - Planeta Perdido
- Episódio 07 - Acerto de Contas
- Episódio 08 - O Próprio Medo
- Episódio 09 - ...No Amor e Na Guerra
- Episódio 10 - Mudança de Rumos
- Episódio 11 - Arena Alada
- Episódio 12 - Invasão
- Episódio 13 - De Volta Para Casa

## 2º Temporada
- Episódio 14 - O Novato
- Episódio 15 - Reinício
- Episódio 16 - Lanterna a Vapor
- Episódio 17 - Esperança Azul
- Episódio 18 - Prisioneiro de Sinestro
- Episódio 19 - A Perda
- Episódio 20 - Fúria Fria
- Episódio 21 - Babel
- Episódio 22 - Amor é um campo de batalha
- Episódio 23 - Larfleeze
- Episódio 24 - Cicatriz
- Episódio 25 - Ranx
- Episódio 26 - Matéria Escura

## Lançamentos em Blu-ray e DVD
| Title                             | Região A/1          | Região A/1          | Região B/2         | Região B/2 |
| Title                             | DVD                 | Blu-ray             | DVD                |            |
| --------------------------------- | ------------------- | ------------------- | ------------------ | ---------- |
| Parte 1: Rise of the Red Lanterns | 28 de agosto de2012 | 18 de março de 2014 | 22 de maio de 2013 |            |
| Parte 2: Manhunter Menace         | 25 de junho de 2013 | 18 de março de 2014 | 22 de maio de 2013 |            |